# Grandiflora (rosa)

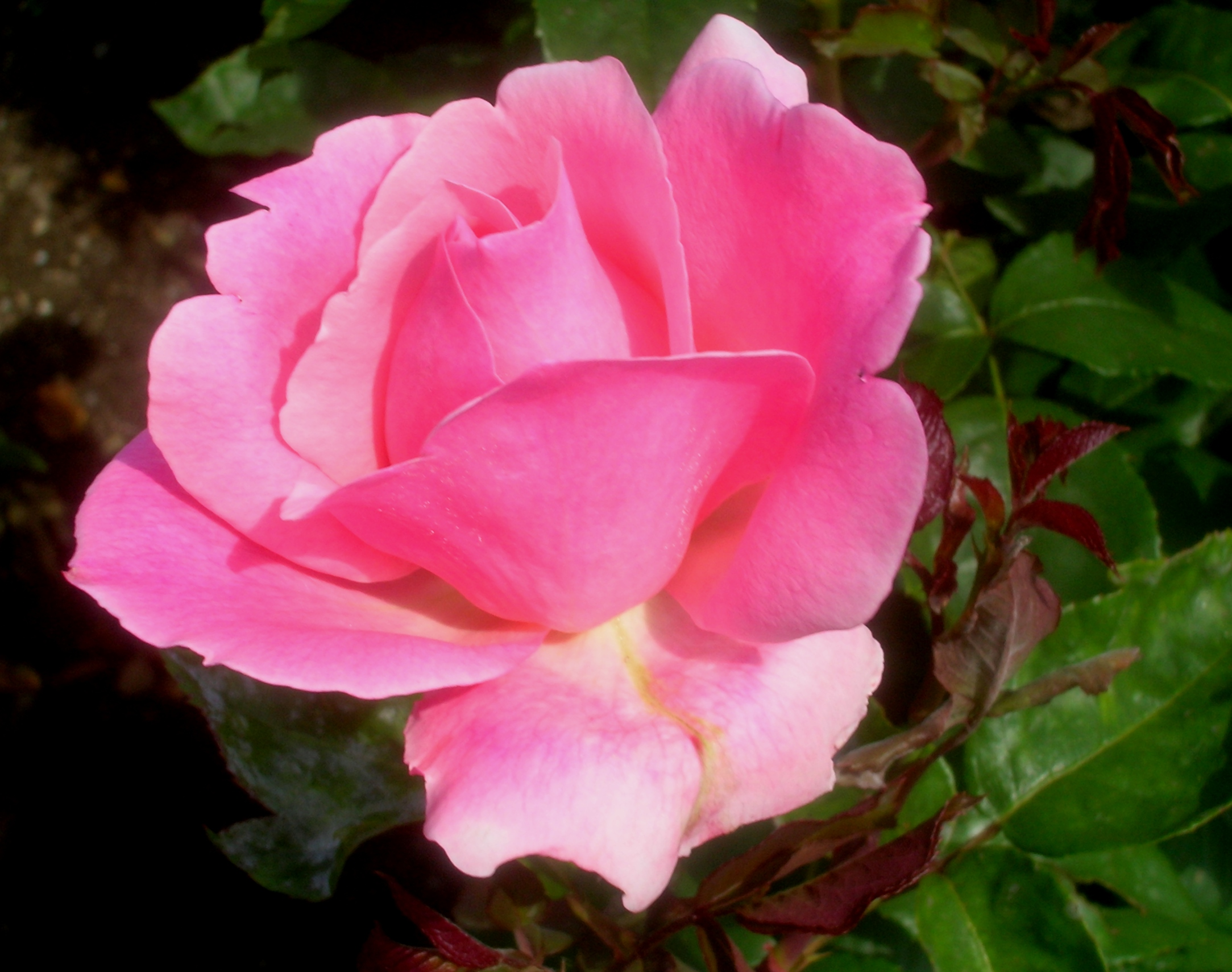
Rosa 'Queen Elizabeth', Lammerts 1954, en el Volksgarten de Viena.

Grandiflora (palabra en latín para "flor-grande") es un grupo de rosas modernas de jardín que fue desarrollado por el cruce de híbrido de té con rosas floribunda. La grandiflora posee características tanto de la híbrida de té como de la floribunda. La idea era crear rosas que florecieran con la profusión de floribunda, pero con la belleza y variedad de colores de las híbrido de té.
El Dr Walter E. Lammerts fue uno de los primeros en obtener este tipo de híbridos y dar lugar al grupo de la rosa Grandiflora. 
Otros rosalistas siguieron el camino abierto por Lammerts y han producido rosas grandifloras tal como Swim, Dr. David Armstrong, Jack E. Christensen, y Tom Carruth.

## Características
La rosa grandiflora combina las características de la floribunda y de la rosa híbrido de té.
La rosa grandiflora es una rosa que tiene las mismas características de la rosa híbrido de té, pero es un poco más pequeña y con la tendencia de producir flores múltiples como la floribunda. Su abreviatura en los libros de referencia sobre rosas es : "gr".
Crecen a una altura de 91 a 152 cm y producen entre seis y cincuenta y cinco retoños en un grupo en cada tallo en forma similar a un candelabro. 
Las rosas grandifloras florecen con mayor frecuencia que los híbridos y requieren protección en el invierno. Son más susceptibles a los insectos y las enfermedades por lo que deben ser revisadas con frecuencia para estos problemas.

## Cuidados para el invierno
La rosa grandiflora es una rosa tierna y necesita un poco de preparación contra el clima invernal. La rosa grandiflora debe de prepararse para el invierno siendo de gran importancia en el mantenimiento de la planta de la rosa año tras año. 
Para esto uno de los métodos de protección del rosal consiste en hacer apilamiento de tierra alrededor y sobre la planta con un grosor de alrededor de 20 a 30 cm antes de la primera helada. El suelo debe estar húmedo. 
Otro método de preparación para el invierno para proteger la grandiflora es abonando. Para ello debe de esparcirse el abono, hojas u otros tipos de materia orgánica alrededor de la base de la rosa y cubrir toda la planta. No se recomienda que se use paja o heno ya que pueden atraer roedores.

## Selección de cultivares
Algunas de las variedades y obtenciones de Grandiflora conseguidas por distintos obtentores.

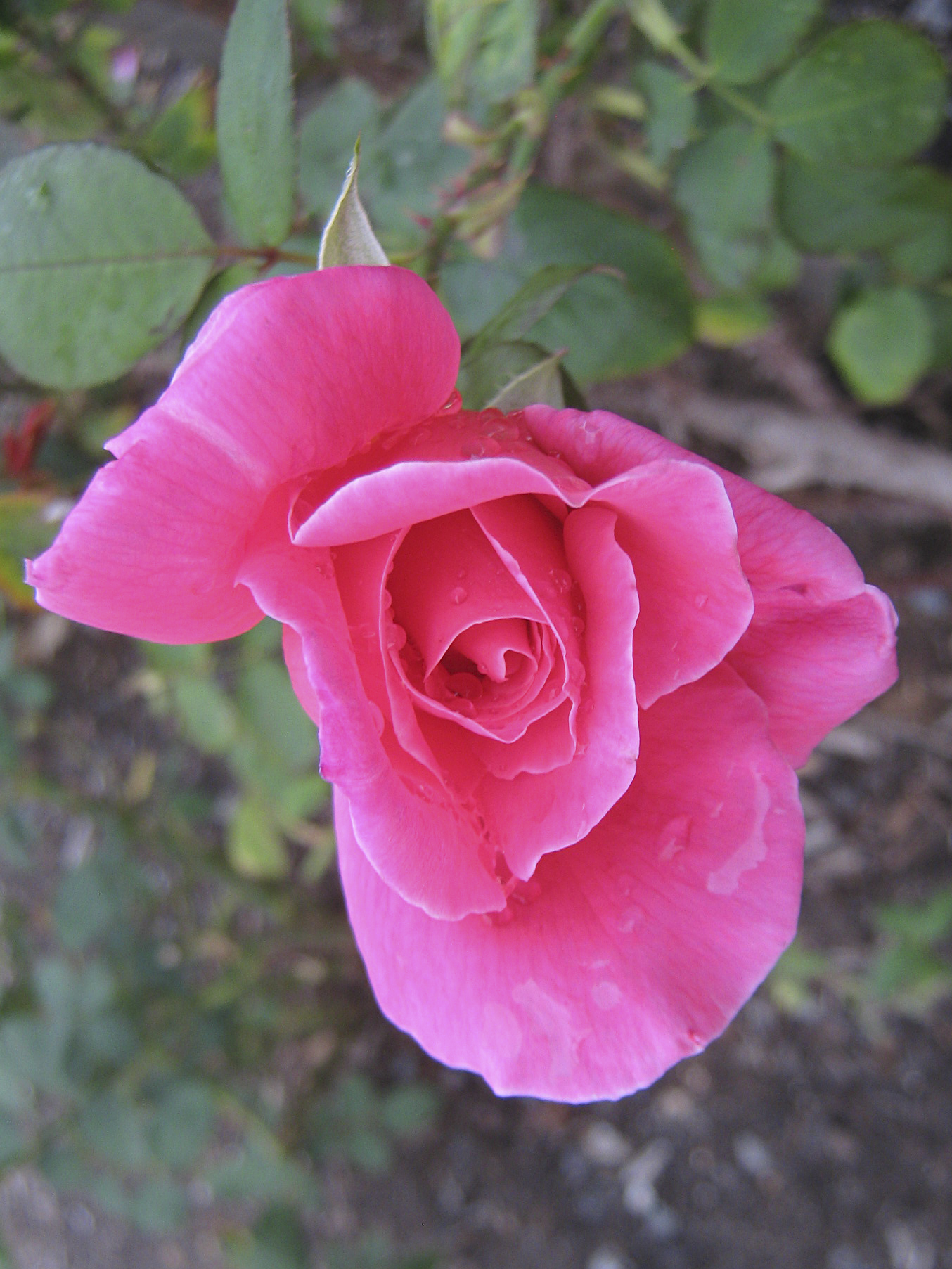
Rosa 'Charlotte Armstrong', Lammerts 1940. En el Nieuwesteeg Heritage Rose Garden, Bacchus Marsh, Victoria.
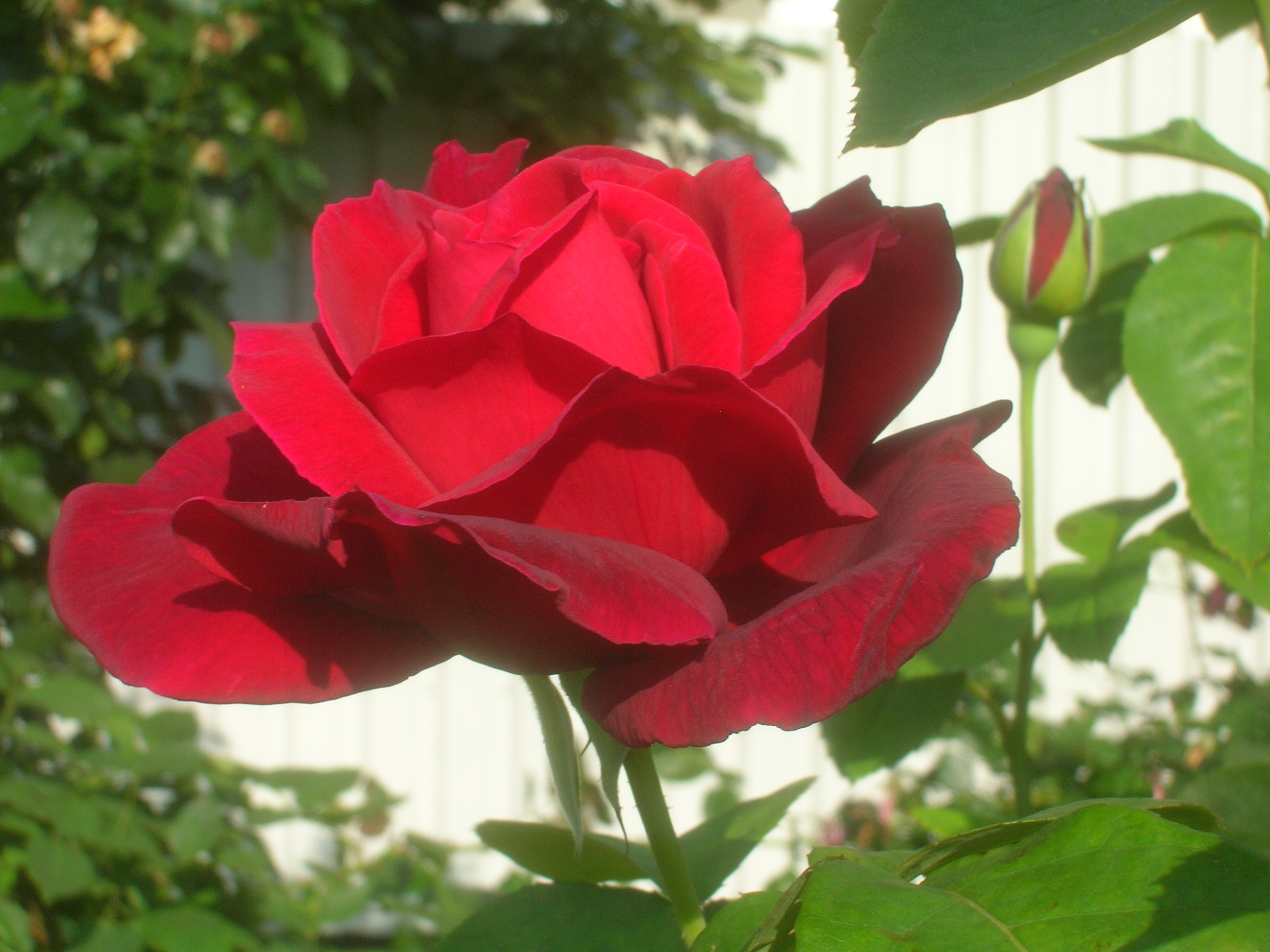
Rosa 'Chrysler Imperial' Lammerts 1952. En el Volksgarten de Viena.
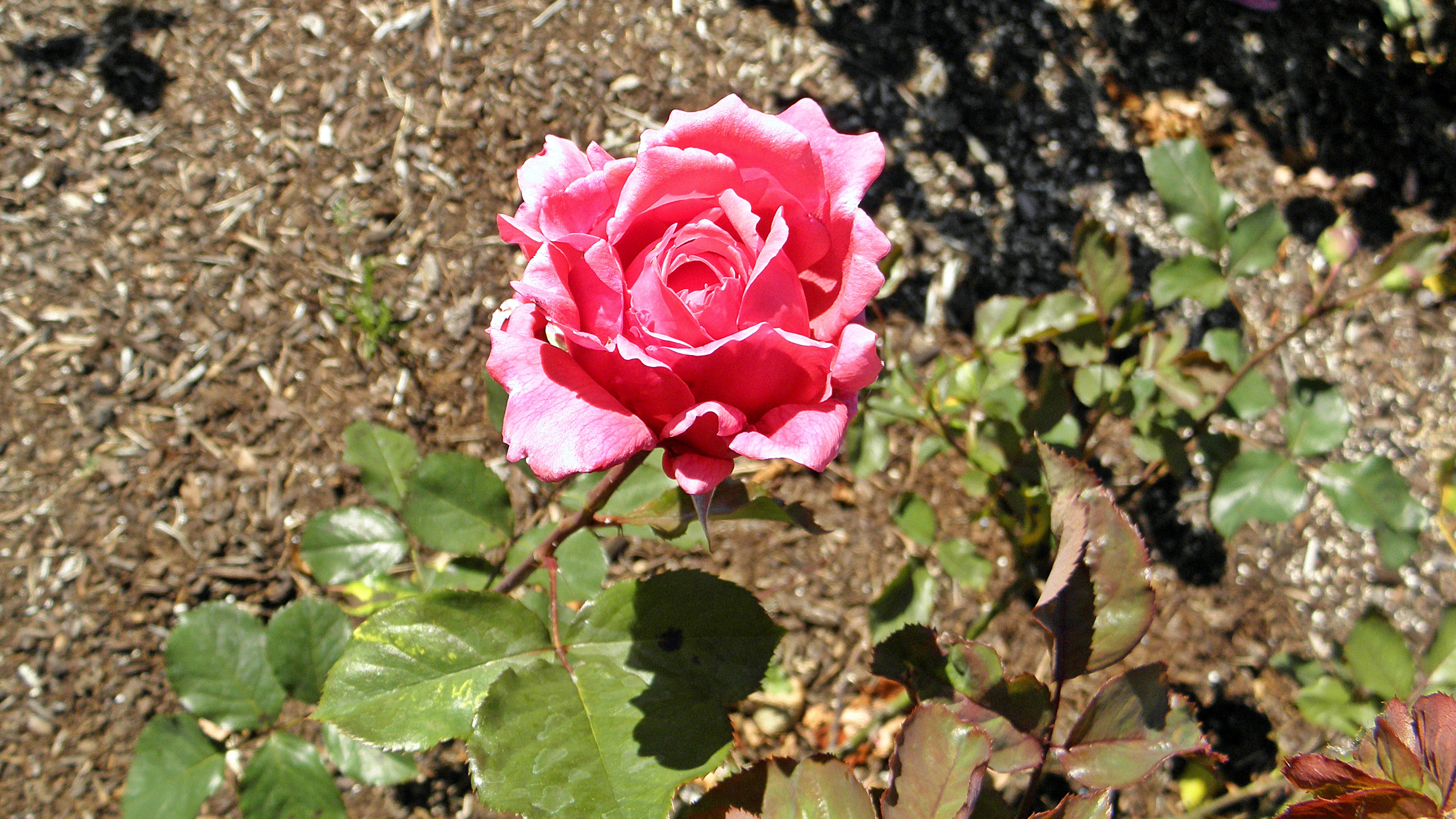
Rosa 'Dean Collins', Lammerts 1953. En el Bush's Pasture Park Rose Garden, Salem.
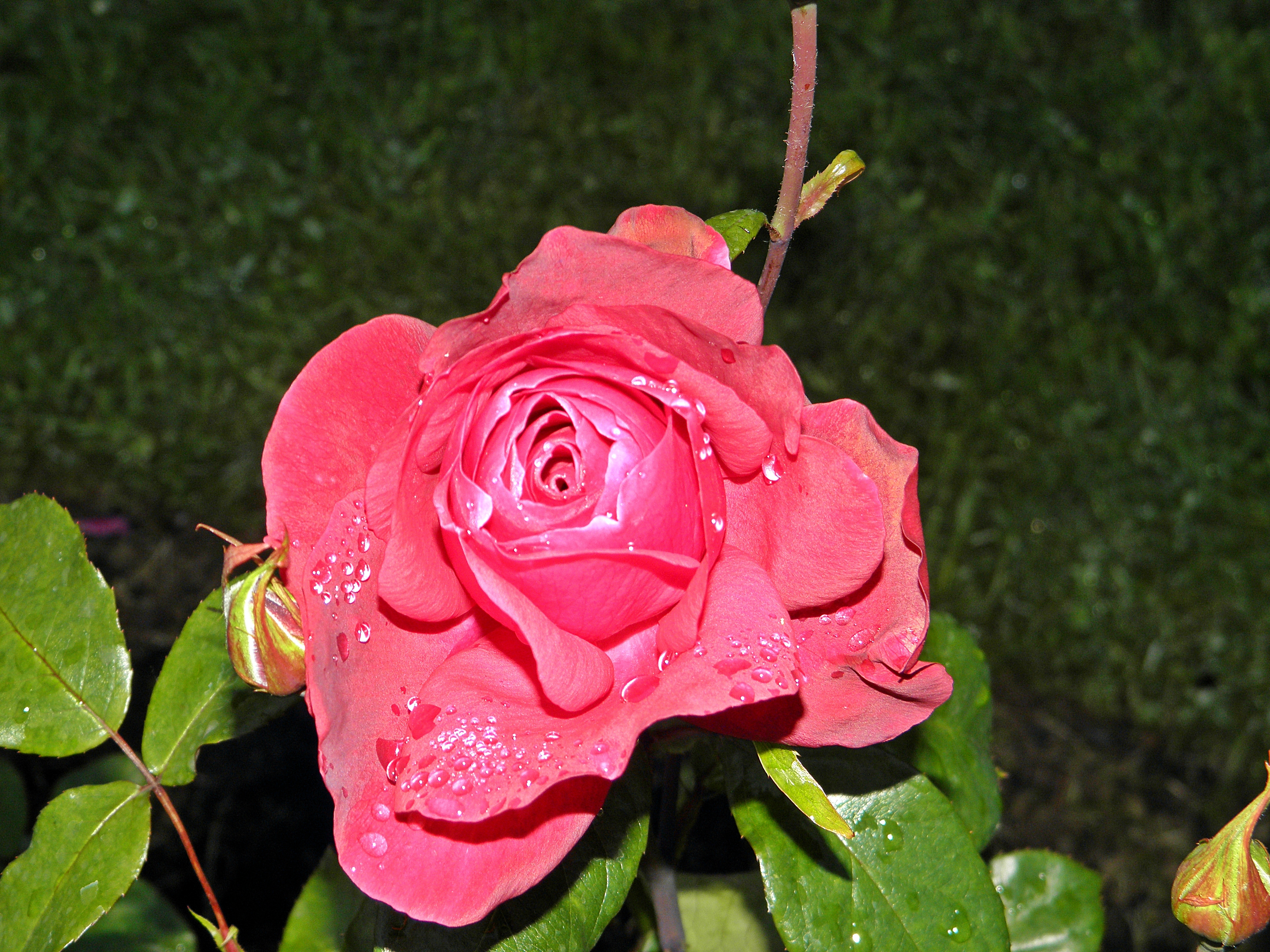
Rosa 'El Capitan', Swin 1959.
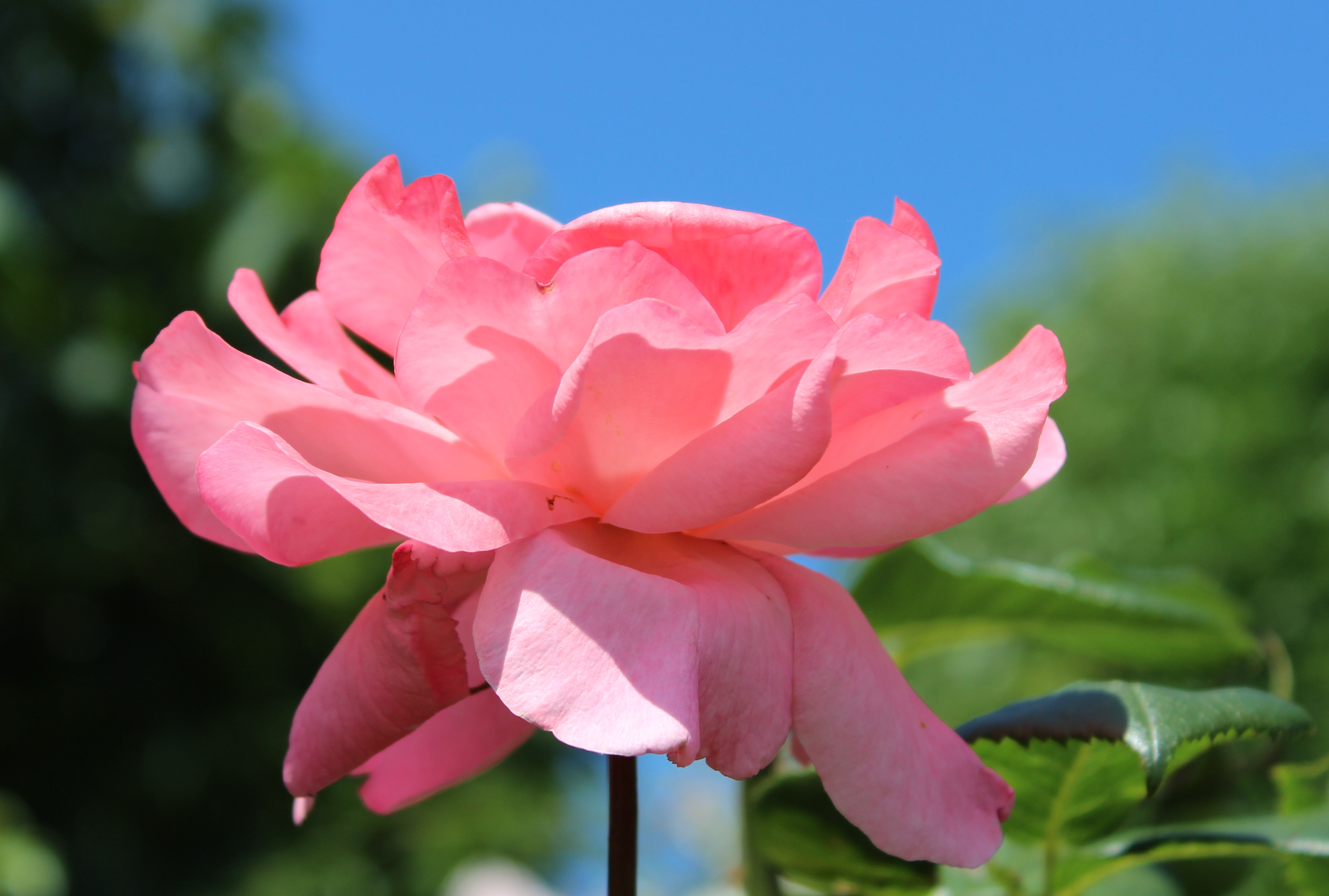
Rosa 'Eiffel Tower' Armstrong & Swim 1963.
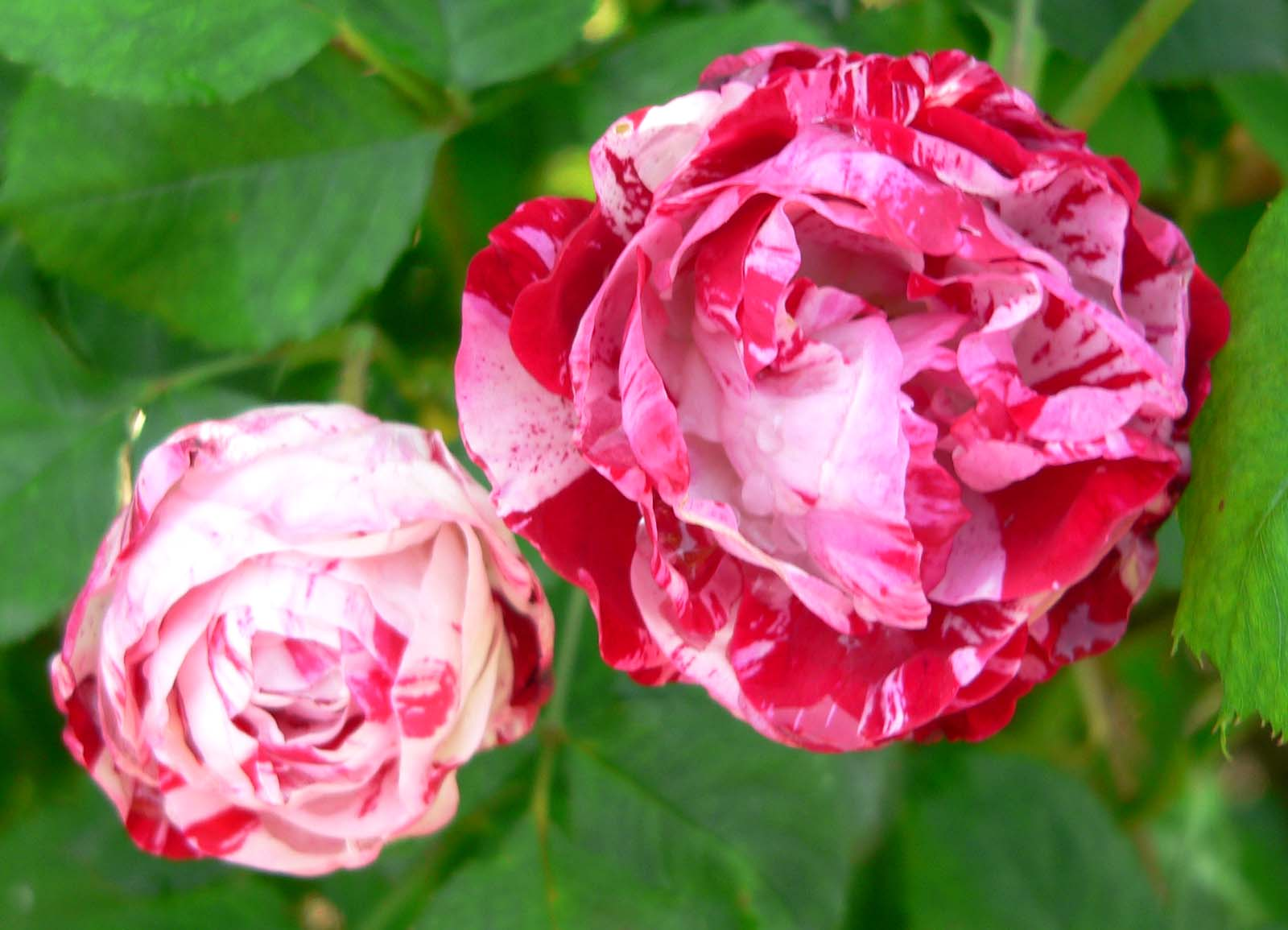
Rosa 'Peppermint Twist', Jack E. Christensen 1992. En la rosaleda San Jose Heritage Rose Garden.
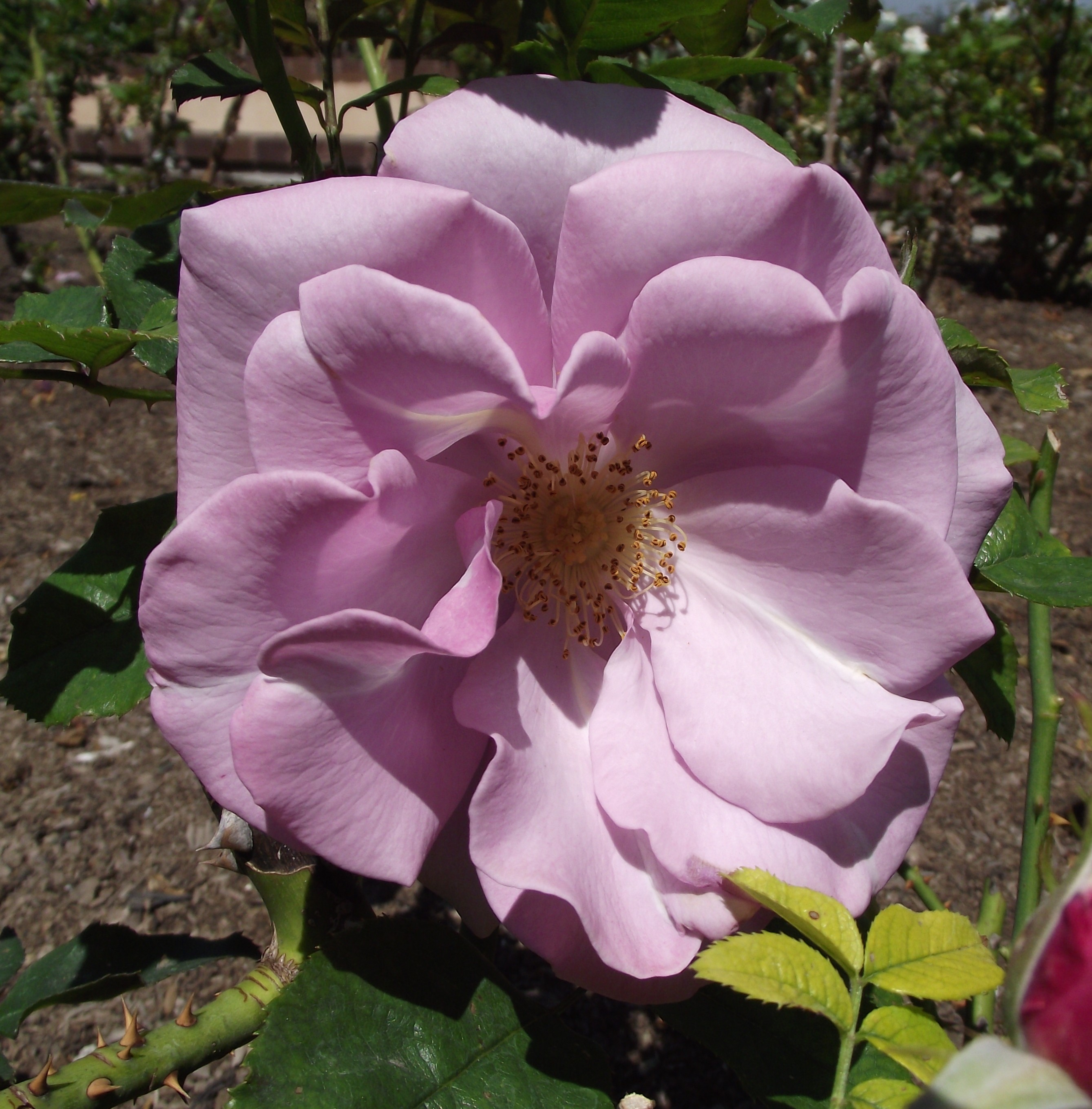
Rosa 'Blueberry Hill', Tom Carruth 1996.
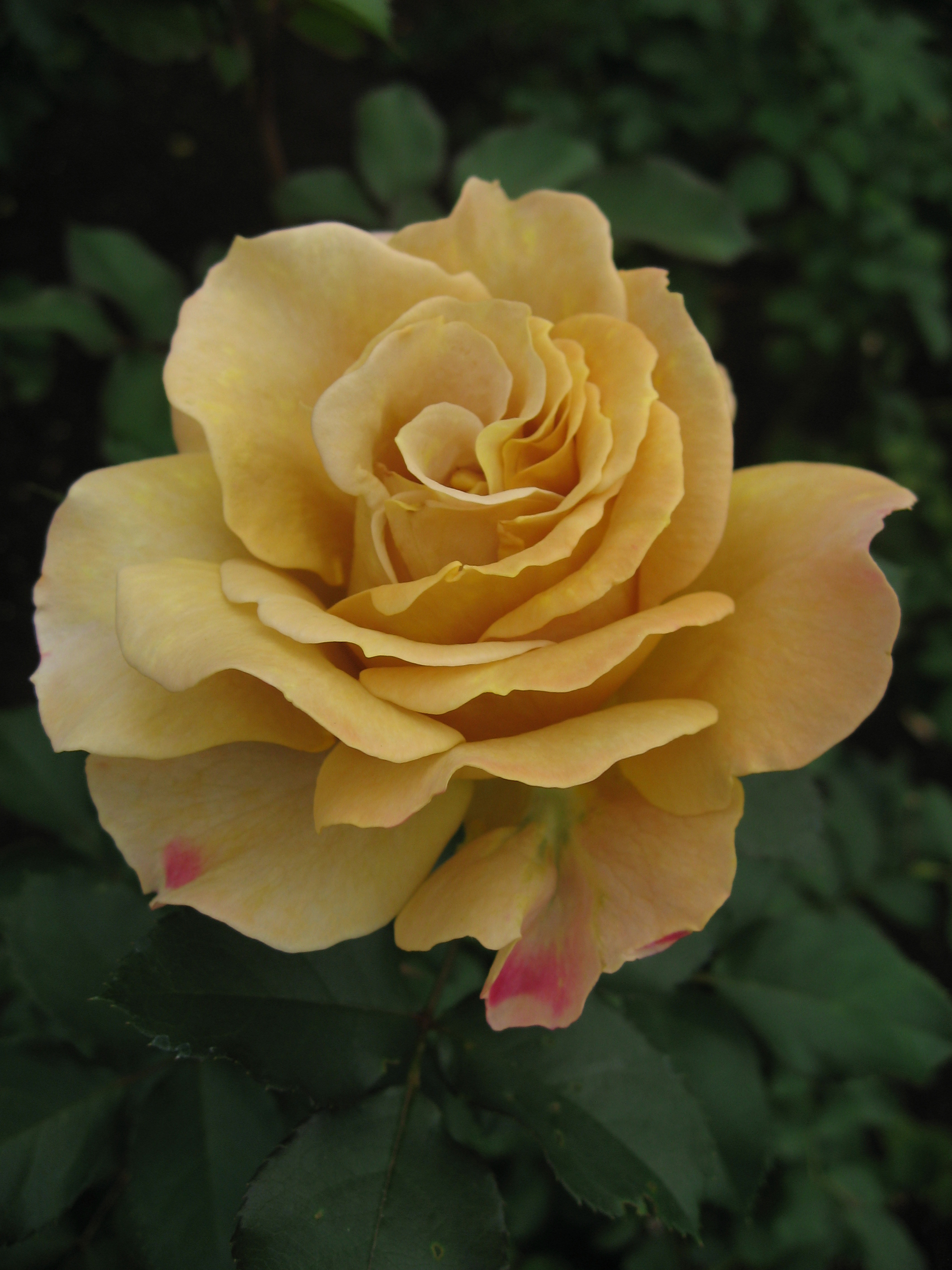
Rosa 'Honey Dijon', James A. Sproul 2003.